# Konflikt
Konflíkt (iz lat. conflictus) je stanje, ko dva ali več sistemov znotraj istega sistema oz. teritorija ne funkcionirata optimalno zaradi (delne) neusklajenosti sistemov, kar prevedeno na medosebne odnose pomeni, da je medosebni konflikt stanje, ko dva ali več posameznikov znotraj določene skupine ali odnosa oz. na določenem področju ne (so)delujejo optimalno zaradi (delne) neusklajenosti.

## Vrste konfliktov
Konflikte delimo glede na stopnjo razširjenosti. Prva stopnja je problem, druga je oseba in tretja odnos. Vsaka stopnja je povezana z več destruktivnimi taktikami in zato težje rešljiva. Konflikti so lahko različno odkriti. Ločimo potlačene, prikrite in odkrite. Glede na aktivnost lahko ločimo še pasivne in aktivne konflikte. Njihovo ozadje je razdeljeno na tri pojme: samostojen konflikt, konflikt, ki je posledica globljih neusklajenostih in prenesen konflikt. Po globini jih delimo na spore, podpovršinske konflikte, globoko zakoreninjene konflikte in dediščino preteklosti. Nerazrešeni oziroma neobvladani konflikti prinašajo mnogo negativnih posledic, kot so: poslabšanje odnosa, izobčenje, nasilje in še mnogo drugih. 
V transformativni teoriji konflikta pa je konflikt opredeljen kot kriza v človeški interakciji, kjer posamezniki doživljajo stanje notranje nemoči in osredotočenosti nase, komunikacija pa je negativna, destruktivna odtujujoča in demonizirajoča.